# 蒋培兰
蒋培兰（1951年11月—），女，汉族，广西桂林人，中华人民共和国政治人物，曾任广西壮族自治区政协副主席。